# Скрытая безработица
Скрытая безработица — вид безработицы, который характеризуется фактическим отсутствием занятости при формальном сохранении трудовых отношений с работодателем. Данный вид безработицы обычно получает распространение в кризисные периоды государственной экономики, когда рабочая сила практически не используется, но и формально не увольняется. Также скрытыми безработными называют людей, не занятых в трудовых отношениях и желающих найти работу, но официально не числящихся безработными.

## В России
Скрытая безработица была характерной чертой рынка труда постперестроечной России. О её существовании свидетельствовало то, что несмотря на 35%-ый спад производства с 1991 по 1995 годы, занятость снизилась всего на 10 %. Большое значение этой разницы указывало на наличие фактически неработающего, но формально числящегося на предприятиях населения.
На территории России скрытая безработица больше всего распространена в регионах Дальнего Востока, что обуславливается большой стоимостью выезда из региона для работника малоэффективной организации, равно как и со сложностью привлечения новой рабочей силы в случае восстановления объёмов производства.
Минимальная скрытая безработица свойственна промышленно развитым высокоурбанизированным районам Сибири и Урала, а также в мегаполисах Москвы и Санкт-Петербурга. Во-первых, здесь сказывается более низкий (или отсутствующий) уровень занятости населения в сельском хозяйстве, которому скрытая безработица присуща в наибольшей степени ввиду его сезонного характера. Во-вторых, здесь более выражены миграционная мобильность населения (отток избытка рабочей силы за рубеж в начале 90-х, а затем его приток из стран СНГ с началом экономического бума 2000-х). Но в нечернозёмной части Европейской территории страны имеются две крупных зоны скрытой безработицы — это аграрные степные регионы низовий Волги и Дона, а также северо-западный экономический район, включая Калининградскую область. Скрытая безработица в целом является негативным феноменом для экономики, так как из-за отсутствия оплаты она вынуждает население искать альтернативные методы заработка в теневых секторах экономики, иногда связанных с криминалом.
Также в России к скрытым безработным относят лиц, не имеющих трудовой занятости и желающих найти работу, но официально не зарегистрированных в качестве безработных.  В России зачастую это сельские жители или жители небольших провинциальных городов, в которых в принципе отсутствует возможность трудоустройства или же нет возможности посещать ближайший государственный Центр труда и занятости населения 1 раз в 2 недели, для обязательной перерегистрации, как требует "Закон о занятости в РФ".
Эксперты объясняют разницу между официальными цифрами и рассчитанными по методике МОТ тем, что в службах занятости регистрируется не более 30% из всех уволенных россиян, остальные же ищут работу самостоятельно. Причем только чуть больше половины из них оперативно находят себе альтернативу в виде официального или неформального трудоустройства.
Так как согласно «Закону о занятости в РФ», общий срок выплаты пособий не может превышать 18 месяцев, то по истечении установленных законом 18 месяцев и в случае невозможности найти работу, у безработного отпадает дальнейшая целесообразность регистрации в качестве безработного.
По версии международной аудиторско-консалтинговой сети FinExpertiza, в пандемийном 2020 году в России насчитывалось 4,9 млн скрытых безработных.